# Santa Lucia (San Gimignano)
Santa Lucia (früher Barbiano) ist eine Fraktion der  italienischen Gemeinde San Gimignano in der Provinz Siena, Region Toskana.

## Geografie
Der Ort liegt etwa 2,5 Kilometer südöstlich des Hauptortes San Gimignano, etwa 28 Kilometer nordwestlich der Provinzhauptstadt Siena und etwa 38 Kilometer südwestlich der Regionalhauptstadt Florenz. Er liegt bei 268 m s.l.m. und hatte im Jahr 2001 289 Einwohner. 2011 waren es ca. 310. Der Ort liegt im Elsatal (Val d’Elsa), der Fluss Elsa fließt ca. 5 km östlich. Die Kirchen des Ortes liegen im Erzbistum Siena-Colle di Val d’Elsa-Montalcino.

## Geschichte
Der Ort entstand aus den Weilern Monte Oliveto, Santa Lucia und San Giusto. Santa Lucia und San Giusto wurden in der zweiten Hälfte des 15. Jahrhunderts zusammengelegt und bilden heute den Ortskern. Im Jahr 1833 hatte Monteoliveto 203 Einwohner, in Santa Lucia waren es 159 Einwohner.

## Sehenswürdigkeiten
- Santa Lucia (auch Santa Lucia a Barbiano, früher Santi Giusto e Lucia a Barbiano[1]), Kirche im Ortskern. Die Kirche entstand im 12. Jahrhundert und wurde am Ende des 20. Jahrhunderts restauriert.[4]
- Santa Maria Assunta a Monte Oliveto Minore, Kirche in der Località Monte Oliveto. Entstand 1340[5][6] durch Giovanni di Gualtiero Salucci und Margherita di Guido de’Bardi als Teil eines Klosters der Olivetaner[1] und wurde 1458[5] vergrößert. Enthält im Inneren das dem Vincenzo di Benedetto di Chele Tamagni zugeschriebene Fresko Madonna con due monaci, Stuckarbeiten im Stile des Barock aus dem Jahr 1698, zwei Seitenkapellen und das Fresko Crocifissione von einem Schüler des Benozzo Gozzoli (1466 entstanden). Das Grab von Antonio Salvi († 1411) befindet sich neben dem Chor.[6] Der Namenszusatz minore dient zur Unterscheidung zur wesentlich größeren Territorialabtei Monte Oliveto Maggiore bei Asciano.

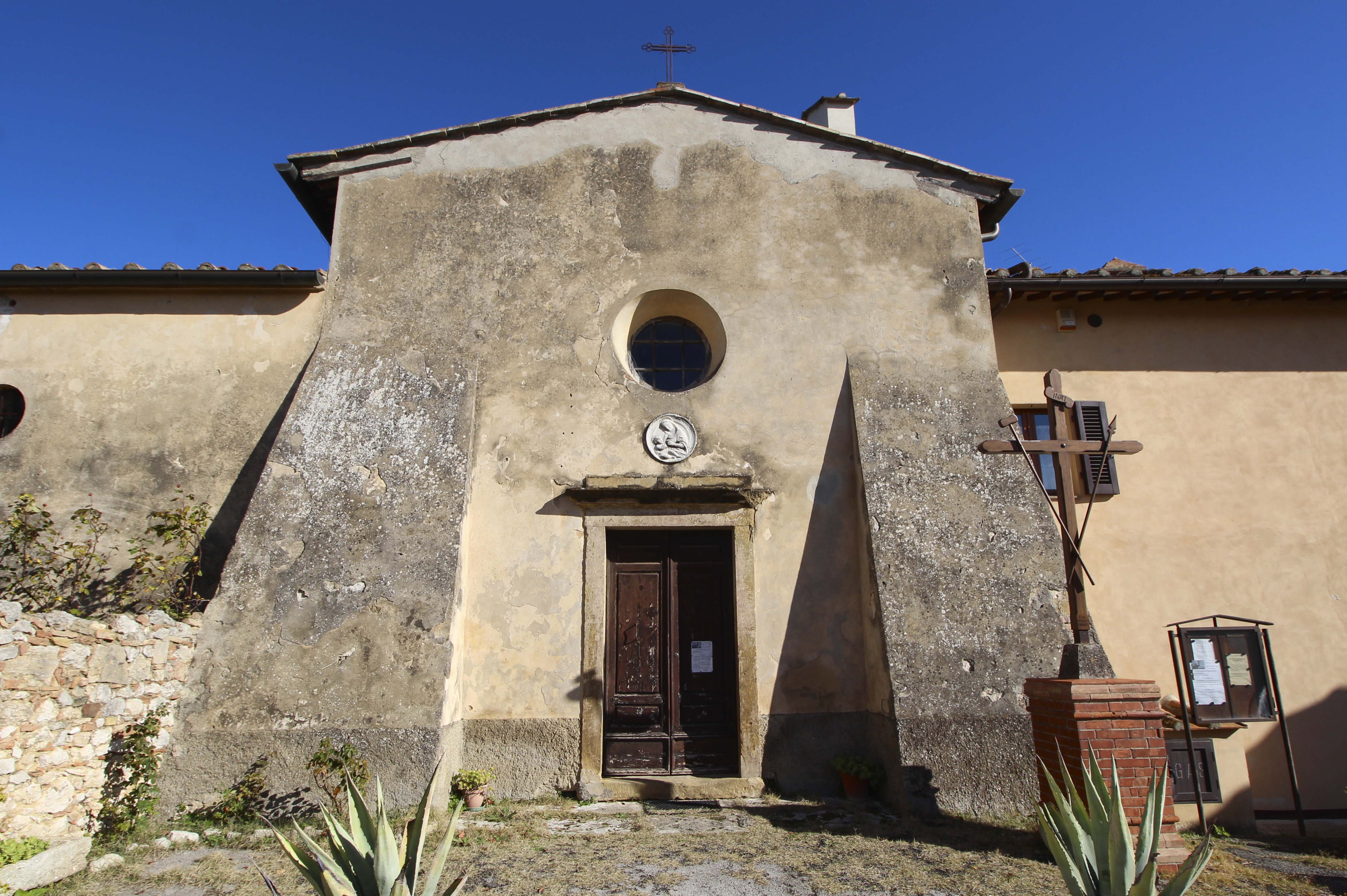
Die Kirche Santa Lucia
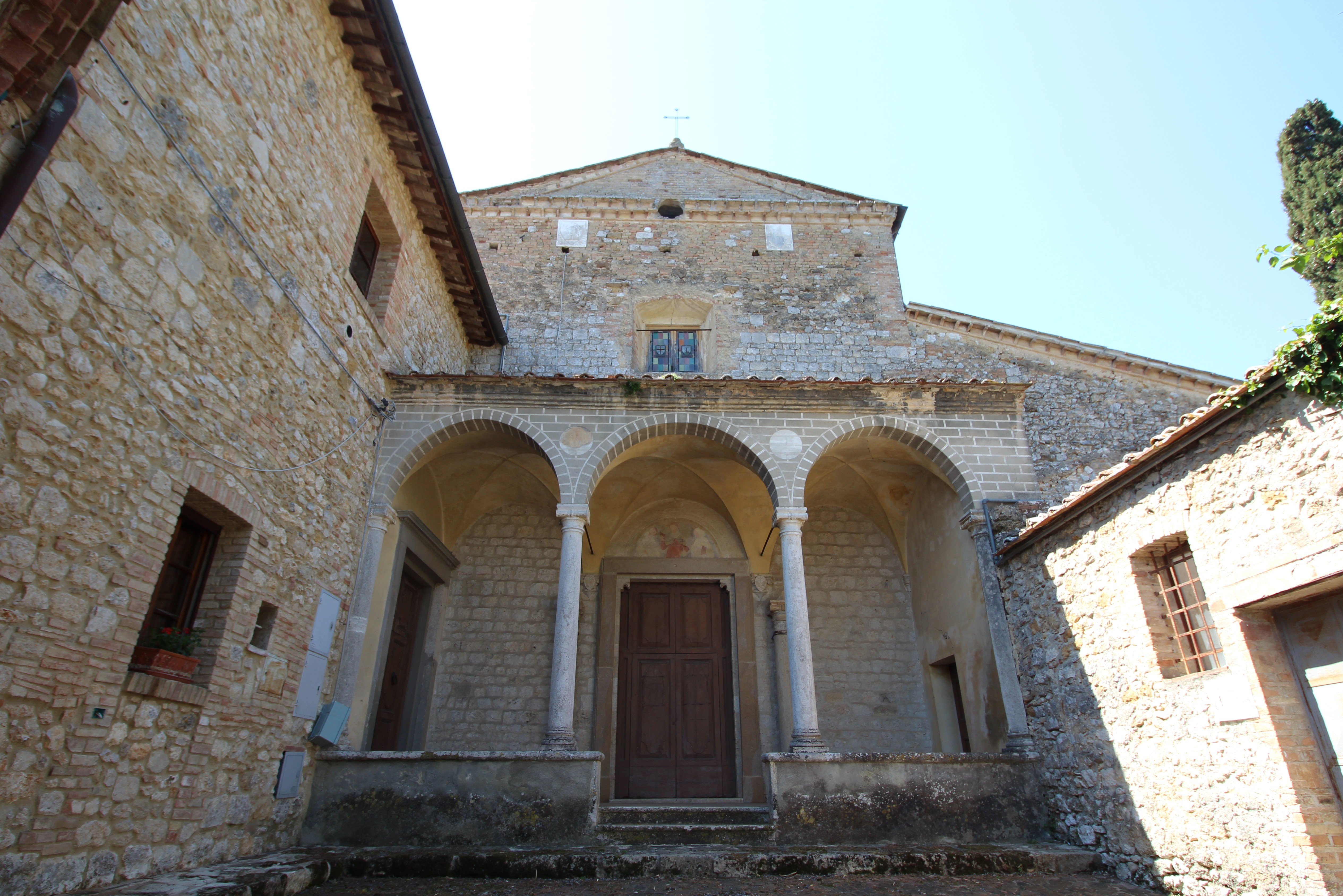
Die Fassade der Kirche Santa Maria Assunta a Monte Oliveto
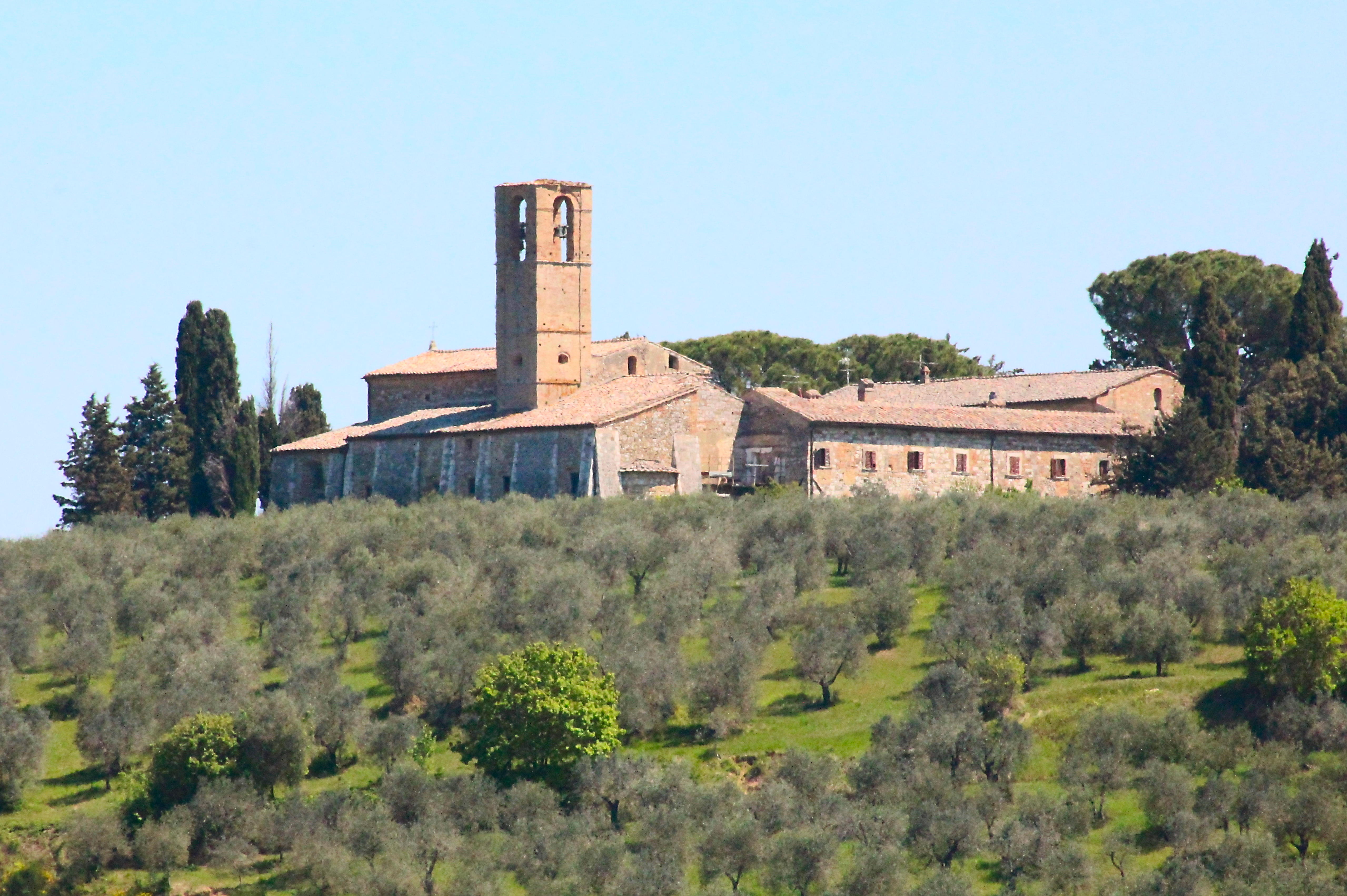
Das Kloster von Monte Oliveto

## Sport
Der Frauenfußballverein Florentia San Gimignano, seit 2018 in der höchsten italienischen Liga Serie A Femminile, trägt seine Heimspiele im Stadion Santa Lucia aus. Das Stadion liegt kurz nordöstlich des Ortskerns vor Monte Oliveto an der Straße nach San Gimignano.